# Fritz Mannheimer

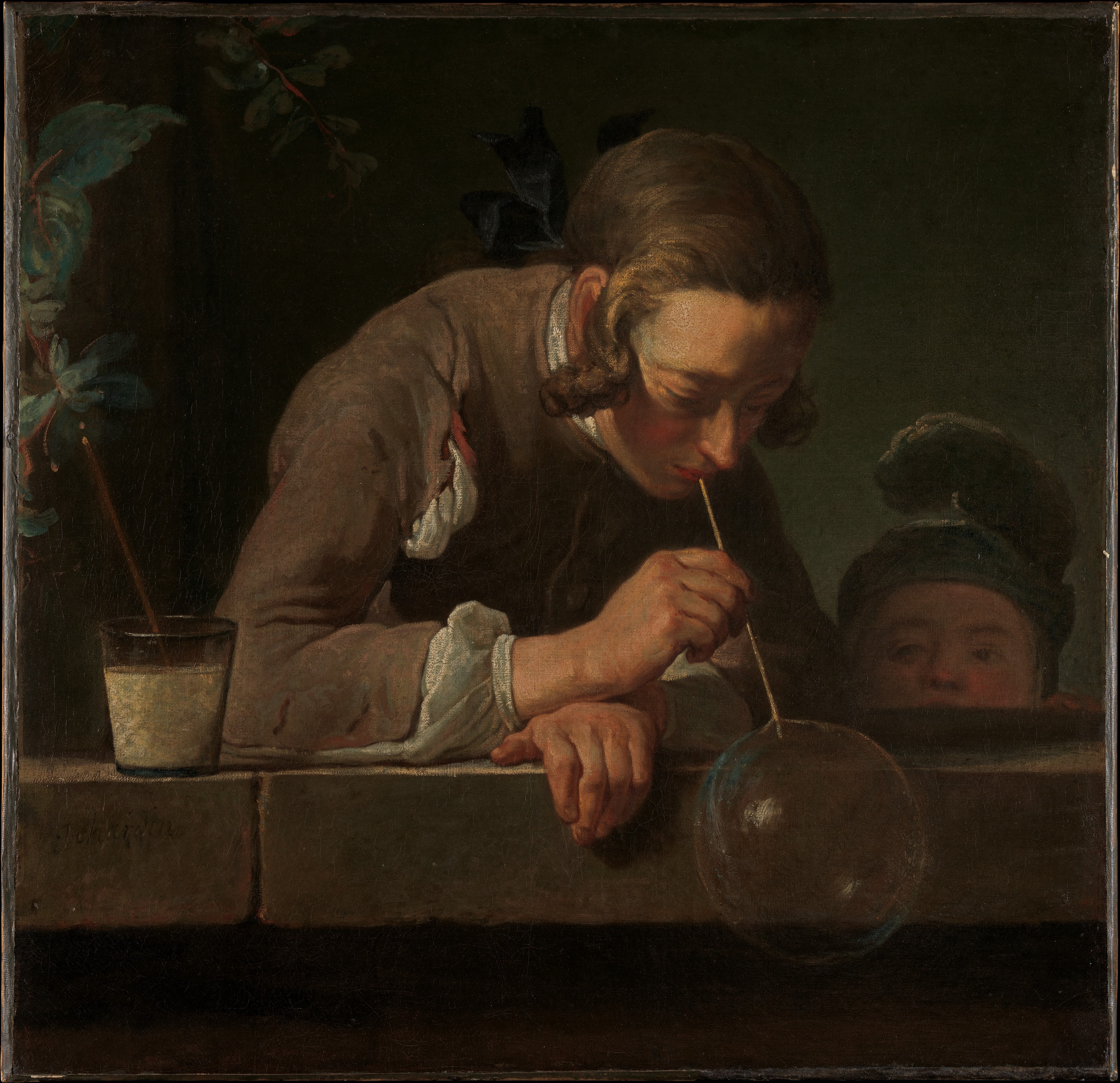
Chardins Bild von 1737 aus dem Besitz Mannheimers ging 1946 zurück nach Frankreich und 1949 an das Metropolitan Museum of Art

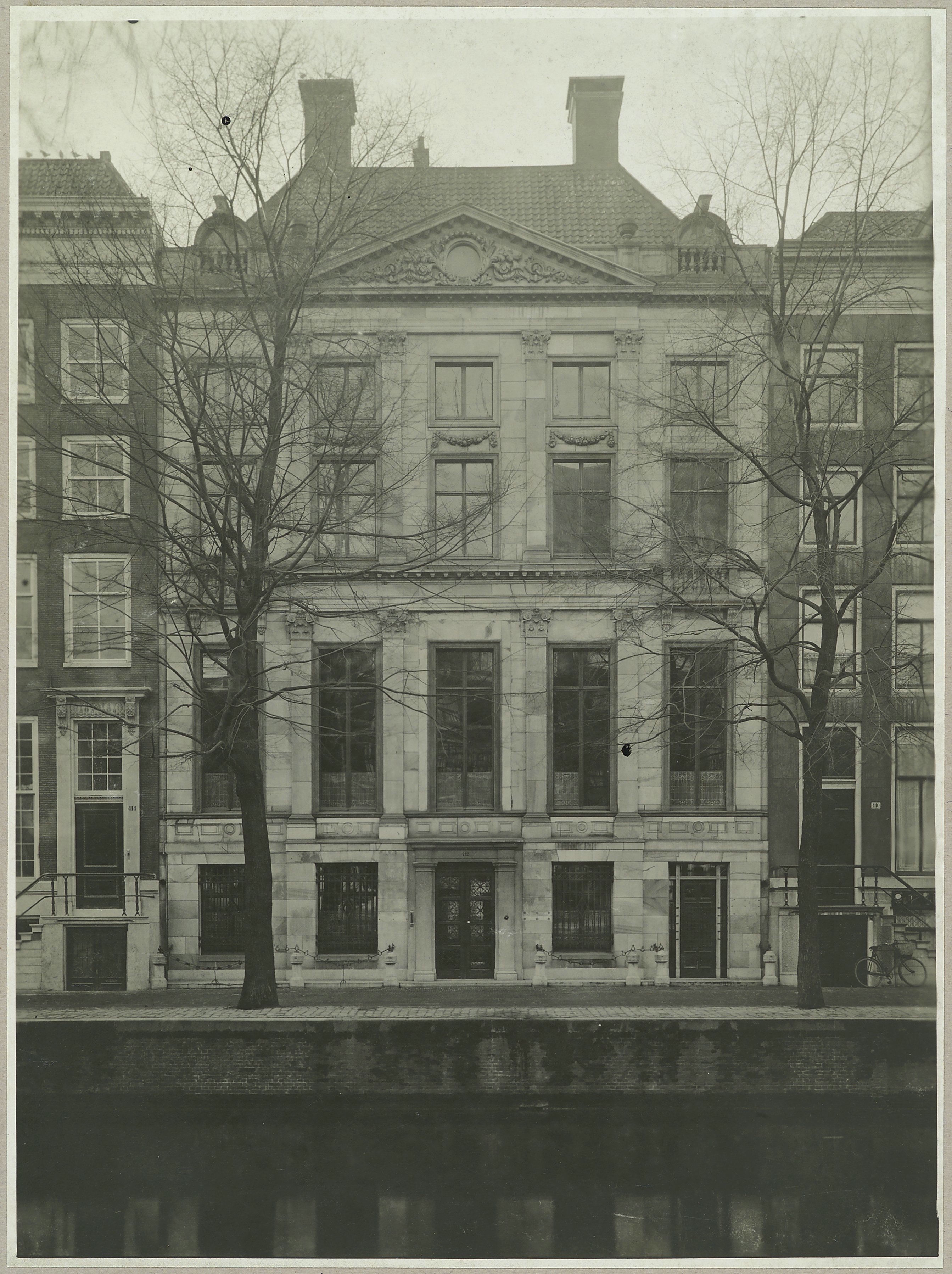
Heerengracht 412 in Amsterdam

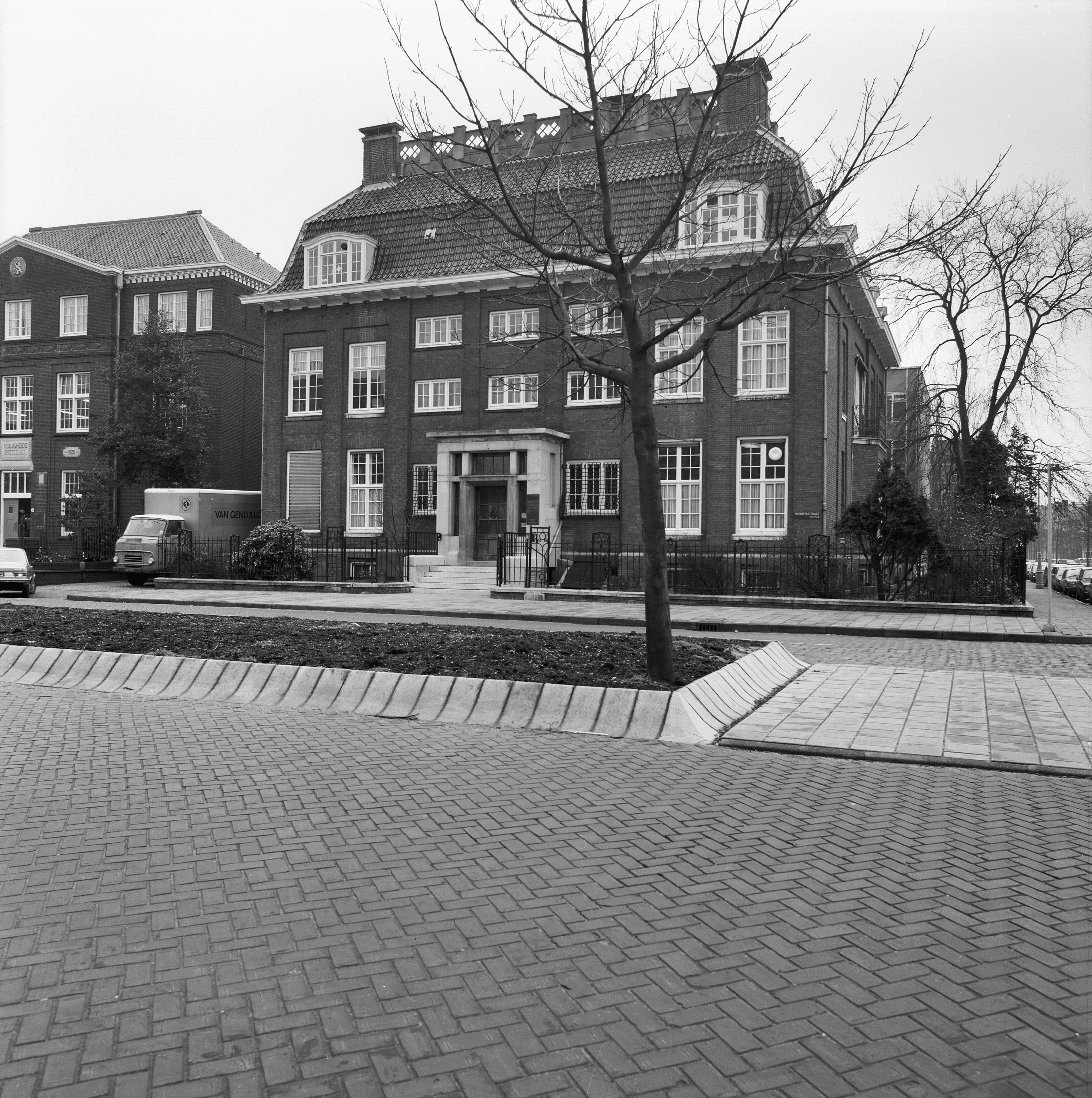
Hobbemastraat 20 in Amsterdam

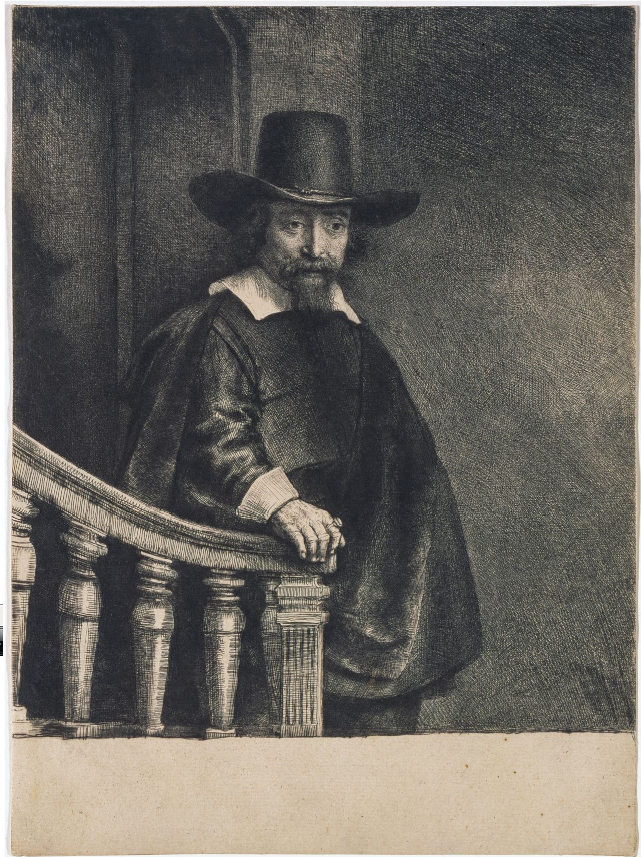
Rembrandt van Rijn, Ephraim Bonus. Das Bild des jüdischen Doktors war im Besitz von Mannheimer, heute: Saint Louis Art Museum

Fritz Mannheimer (geboren 19. September 1890 in Stuttgart; gestorben 9. August 1939 in Vaucresson, Hauts-de-Seine) war ein deutsch-niederländischer Bankier und Kunstsammler.

## Leben
Fritz Mannheimer wuchs in Stuttgart auf, wo sein Vater Max Mannheimer einen Weinhandel betrieb und mit Lili Sara Fränkel verheiratet war. Er studierte Jura in Heidelberg und promovierte dort 1911 im Strafrecht. Danach ging er nach Berlin, wurde im Krieg zunächst Mitarbeiter der von Walther Rathenau gegründeten Kriegsmetall AG und dann 1917 von der Deutschen Reichsbank nach Amsterdam geschickt. Das Amsterdamer Bankgeschäft „Dr. Fritz Mannheimer, Amsterdam“ wurde 1920 mit Beteiligung der Nederlandsche Handel Maatschappij und von Pierson & Co. zu einer Beteiligungsgesellschaft des Bankhauses Mendelssohn & Co. Berlin in Berlin und Mannheimer seinerseits wurde persönlich haftender Gesellschafter bei Mendelssohn, er besaß schließlich 8,28 % der Anteile. Die Amsterdamer Bankgeschäfte florierten unter seiner Leitung in den zwanziger Jahren. Mannheimer beeinflusste über die Amsterdamer Börse die internationale Finanzwelt und arbeitete für Zentralbanken in Deutschland, Österreich, Polen, der Tschechoslowakei, Ungarn, Jugoslawien und Rumänien. Er wurde 1930 rumänischer Konsul in Amsterdam. Das Angebot, das Präsidium der deutschen Reichsbank zu übernehmen, lehnte er zweimal ab.
Schon in der Reichstagssitzung am 22. November 1920 stellte der Abgeordnete Hermann Robert Dietrich den Antrag, die Konten Mannheimers prüfen zu lassen.
In der Inflationszeit 1921–1923 habe Mannheimer mit Camillo Castiglioni gegen den französischen Franc spekuliert. Es wurde Mannheimer nachgesagt, während der Ruhrbesetzung mit dem Dollar gegen die deutsche Währung zu spekulieren, und damit nationale Interessen verletzt zu haben, ebenso seien Kreditrestriktionen der Reichsbank im Jahre 1924 auf seinen Angriff gegen die deutsche Währung zurückzuführen gewesen. Die Anschuldigungen wurden jedoch nie bewiesen.
Ab 1933 konzentrierte Mannheimer seine Tätigkeit auf Frankreich, wo er Mitglied der Ehrenlegion wurde, Belgien, wo er 1938 den Kronenorden erhielt, und Amsterdam, wo er weiterhin Teilhaber der Bank „Mendelssohn & Co. Amsterdam“ war. Sein Vermögen wurde Mitte der dreißiger Jahre auf 20 Millionen Pfund Sterling (400 Millionen Reichsmark) geschätzt, zu jener Zeit ein ungeheures Vermögen. Mannheimer pflegte einen exzessiven persönlichen Lebensstil mit großen Wohnungen in den Niederlanden und bei Paris. Im Unterschied zur calvinistischen, äußerlich bescheidenen Lebensführung der Bankierswelt in Amsterdam, die zu Fuß oder mit der Straßenbahn, höchstens mal mit einem Taxi zur Amsterdamer Börse kam, ließ er sich in seinem Rolls-Royce chauffieren. Unverheiratet provozierte er das Bürgertum mit Damenbegleitungen seiner Wahl in seiner Loge der Stadsschouwburg. Seine Bank hatte er repräsentativ in einem Haus aus dem 17. Jahrhundert, der Herengracht 412. Seine Wohnung in der Hobbemastraat 20 wurde im Volksmund „Villa Protsky“ genannt. Seine Person wurde das Ziel antisemitischer (Zwart Front) und rechtsradikaler (Anton Mussert) Hetze in den Niederlanden. Ungeachtet dieser Anfeindungen erhielt er am 8. Juli 1936 die niederländische Staatsbürgerschaft.
Auf Druck der Nationalsozialisten, an dem sich auch Reichsbankvizepräsident Friedrich Dreyse beteiligte, schieden am 5. Dezember 1938 er, Paul Kempner und Rudolf Löb als Juden aus dem Bankhaus Mendelssohn & Co. in Berlin aus und übertrugen ihre Anteile ersatzlos auf die anderen Gesellschafter, die stille Teilhaberin Marie von Mendelssohn ihrerseits auf ihre als „arisch“ eingestuften Nachkommen. Zum 31. Dezember 1938 ging das Berliner Bankhaus Mendelssohn & Co. in Liquidation, das aktive Geschäft wurde auf die Deutsche Bank übertragen, von deren Seite Hermann Josef Abs führend an der Transaktion beteiligt war.
Mendelssohn & Co. Amsterdam geriet Mitte 1939 im Zusammenhang mit der Emission von französischen Staatsanleihen in Schwierigkeiten. Fritz Mannheimer wurden Fehlspekulationen vorgeworfen. Am 1. Juni 1939 heiratete er die siebenundzwanzig Jahre jüngere US-amerikanische Diplomatentochter Mary Jane Reiss (* 1917; † 29. Februar 2004). Ein Trauzeuge war Paul Reynaud, zu der Zeit Finanzminister der Dritten Republik in Frankreich. Am 9. August 1939 starb Fritz Mannheimer unter ungeklärten Umständen in seiner Zweitwohnung „Monte Christo“ bei Paris. Mannheimer war stark übergewichtig und hatte vorher schon mehrere Herzinfarkte erlitten. Das Bankhaus Mendelssohn & Co. Amsterdam war zu dem Zeitpunkt schon in Zahlungsschwierigkeiten gewesen, da zwei französische Staatsanleihen nicht platziert werden konnten. Es stellte nun alle Zahlungen ein, Mannheimers Privatvermögen wurde eingefroren, und die Gläubiger legten Hand auf sein Vermögen und seine Sammlungen, die Nederlandsche Handel-Maatschappij musste Rückstellungen in Höhe von 30 Millionen Gulden vornehmen. Die Abwicklung des Konkurses der Bank zog sich kriegsbedingt zwanzig Jahre hin.
Der Nachruf im Time-Magazine war wenig schmeichelhaft:

„This financial emperor was a fat-lipped, mean, noxious, cigar-smoking German Jew. … No one ever liked Fritz.“

Mannheimers Tochter, Anne France Mannheimer, wurde nach seinem Tod am 24. Dezember 1939 geboren. Seine Witwe Jane heiratete 1947 Charles W. Engelhard, Jr.

## Sammlung Mannheimer

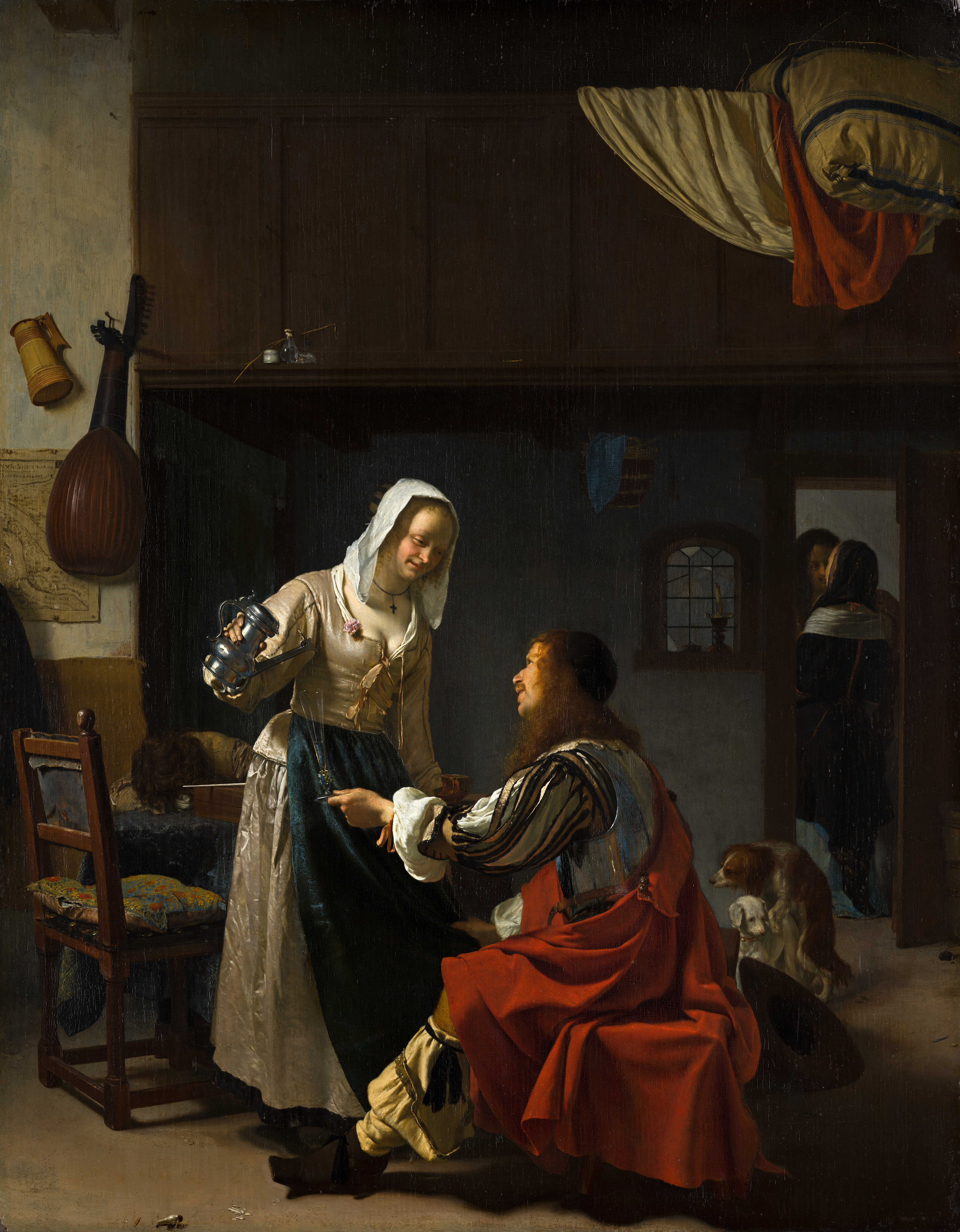
Frans van Mieris' Bordellszene war bestimmt für das Führermuseum in Linz, sie hängt heute im Mauritshuis

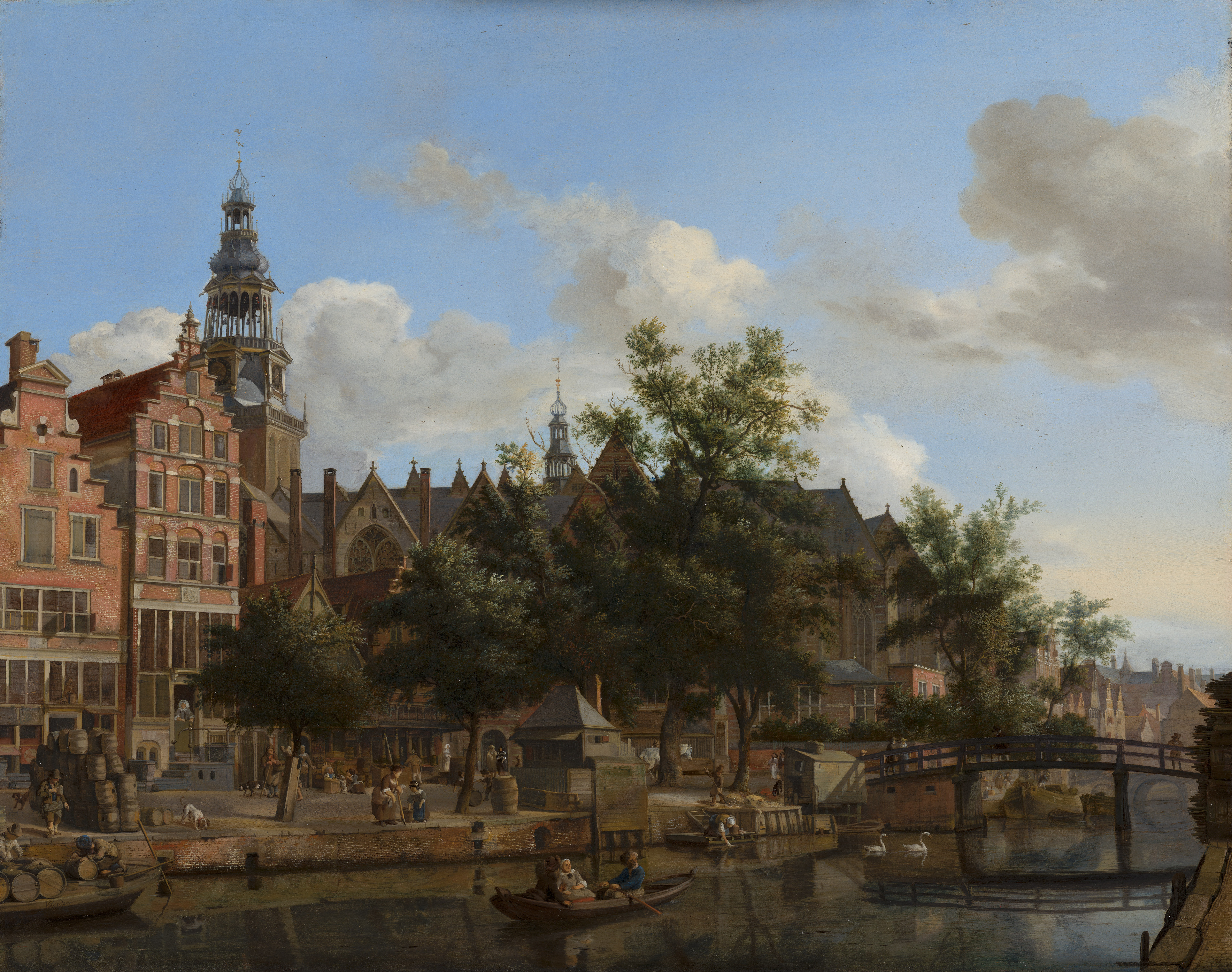
Jan van der Heyden, Ansicht der Oude Kerk in Amsterdam von Süden. Mannheimer hatte das Bild 1936 erworben.

Fritz Mannheimer besaß eine der wertvollsten Privatsammlungen in Europa und trat damit in ideale Konkurrenz zu amerikanischen Sammlern wie Isabella Stewart Gardner und Andrew W. Mellon. Zu seiner Sammlung gehörten Gemälde von Rembrandt, Watteau, Fragonard, Crivelli und Canaletto, darunter auch das von Han van Meegeren 1932 im Stile von Vermeer gefälschte Bild Mann und Frau an einem Spinett. Die Sammlung wurde mit dem Geld der eigenen Bank erworben und ging 1934 für 6,5 Mio. Gulden an die „Artistic and General Securities Company Limited“, die von der Bank gegründet werden musste.
Nach Kriegsausbruch brachte seine Witwe den in Frankreich befindlichen Teil der Sammlung nach Vichy, der andere Teil der Sammlung blieb in Amsterdam, ein kleinerer war in London.
Anfang 1941 ordnete Hitler den „umgehenden Kauf der Sammlung Mannheimer“ durch seinen „Sonderbeauftragten“ Hans Posse an. Die Kaufverhandlungen mit den Gläubigerbanken führte Kajetan Mühlmann. Zwar waren der Reichskommissar für die besetzten Niederlande Seyss-Inquart und Mühlmann der Auffassung, die Sammlung Mannheimer sei jüdisches Eigentum, aber eine Beschlagnahme durch die „Dienststelle Mühlmann“ kam nicht in Betracht, da weder Mannheimers Witwe noch die Gläubiger als Juden galten.
Die Gläubiger von Mendelssohn & Co. Amsterdam verlangten für den holländischen Teil der Sammlung siebeneinhalb Millionen Gulden, Mühlmann bot fünfeinhalb. 1941 wurde die Sammlung zum von Mühlmann gebotenen Preis für das Führermuseum Linz erworben und zunächst nach München, später ins Stift Hohenfurth und schließlich nach Altaussee gebracht. Mühlmann erklärte nach dem Krieg, er habe seinem Angebot mit der Drohung Nachdruck verliehen, die Sammlung werde als Feindvermögen beschlagnahmt, sofern man seine Offerte nicht akzeptiere.
Den nach Vichy verbrachten Teil der Sammlung zu erwerben, gelang Hitler erst drei Jahre später – wiederum mit Hilfe Mühlmanns und seiner Mittelsmänner in Frankreich. Bei Kriegsende war die Sammlung in Altaussee wieder vereint.
Die Sammlung wurde 1952 an das Rijksmuseum Amsterdam restituiert, wobei der niederländische Staat etwa die Hälfte verkaufte. Darunter 1955 das Ursula-Reliquiar aus dem Basler Münsterschatz.

## Varia
- Mannheimer wurde von Kees van Dongen porträtiert[13]
- Einige wenige Archivalien zum Bankhaus Mendelssohn & Co. Amsterdam und zu Fritz Mannheimer befinden sich im Mendelssohn-Archiv der Staatsbibliothek zu Berlin Stiftung Preußischer Kulturbesitz.